# غلاستونبري تور
غلاستنبري تور هو تلة قرب غلاستنبري في المقاطعة الإنجليزية سومرست، يعلوه برج سانت مايكل المكشوف (لا سقف له)، وهو مبنى محمي من الدرجة الأولى . يُدار الموقع بالكامل من قبل مؤسسة التراث القومي وصُنف نصبًا تذكاريًا مجدولًا. تم ذكر تور في الأساطير السلتية، لا سيما في الأساطير المرتبطة بالملك آرثر، وله العديد من الجمعيات الأسطورية والروحية الدائمة الأخرى.